# Nossa Senhora do Perpétuo Socorro (Telêmaco Borba)
Nossa Senhora do Perpétuo Socorro é um bairro da área urbana do município de Telêmaco Borba, no Paraná.
O bairro faz divisa com outros bairros urbanos, como: Centro, Alto das Oliveiras, Jardim Bonavila, Jardim Kroll, Jardim Nossa Senhora de Fátima e Jardim São Roque.
De acordo com o Instituto Brasileiro de Geografia e Estatística (IBGE), sua população no ano de 2010 era de, pelo menos, 3 000 pessoas.

## História
Na década de 1950 surge a necessidade de implantar um núcleo habitacional nas margens esquerda do rio Tibagi, sendo disponibilizado, primeiramente, terras para um loteamento que visasse atender a demanda de trabalhadores das Indústrias Klabin, no Paraná. Com a iniciativa do engenheiro Horácio Klabin, firmou-se então um loteamento de 300 alqueires que ficou conhecido como Cidade Nova e que foi administrado pela Companhia Territorial Vale do Tibagi. Com o passar dos anos, novas moradias e novos loteamentos e vilas foram surgindo nas redondezas de Cidade Nova. Assim surgiu as casas do BNH.
O bairro foi totalmente planejado, surgindo na década de 1960, sendo os imóveis financiados pelo extinto Banco Nacional de Habitação (BNH), por esse motivo a localidade ficou conhecida como "BNH". O projeto inicial contava com 273 residencias e a obra foi executada pela empresa Irmãos Mauad. Foi o primeiro conjunto residencial financiado pelo BNH a ser concluído no Brasil.
Foi oficialmente inaugurado em 2 de agosto de 1970 e recebeu a denominação oficial como bairro Nossa Senhora do Perpétuo Socorro, em referência a Nossa Senhora do Perpétuo Socorro, título conferido a Maria, mãe de Jesus, representada em um ícone de estilo bizantino. A denominação Nossa Senhora do Perpétuo Socorro dada ao bairro, é uma homenagem à padroeira do município, tendo uma grande devoção em Telêmaco Borba e que é celebrada todos os anos no dia 27 de junho.

## Infraestrutura
Em um projeto urbanístico inovador, o bairro foi projetado para abrigar inúmeras praças, como as praças: 7 de setembro; 12 de outubro; 13 de maio; 15 de novembro; 19 de dezembro; 21 de março; 29 de março (Cruzeiro - monumento); 31 de março; BNH; Esperanto; Joaquim Ferreira Lobo Nene; Manoel Gerônimo da Silva. O Mini Centro Esportivo, localizado no bairro, abriga o Estádio Municipal Péricles Pacheco da Silva (futebol de campo), com arquibancada semicoberta capaz de abrigar cerca de 10.000 pessoas, além de pistas de atletismo e quadra poliesportiva. Outro destaque é o Centro de Treinamento de Ginástica Artística de Telêmaco Borba (CTGA-TB), localizado também no bairro, no Ginásio José Carlos Gonçalves (Makca).
Embora o bairro seja amplamente residencial, conta com instituições de ensino, estabelecimentos de saúde, entidades, associações e igrejas. Na área da saúde a comunidade conta com o atendimento da unidade básica de saúde (UBS) do bairro Nossa Senhora do Perpétuo Socorro.

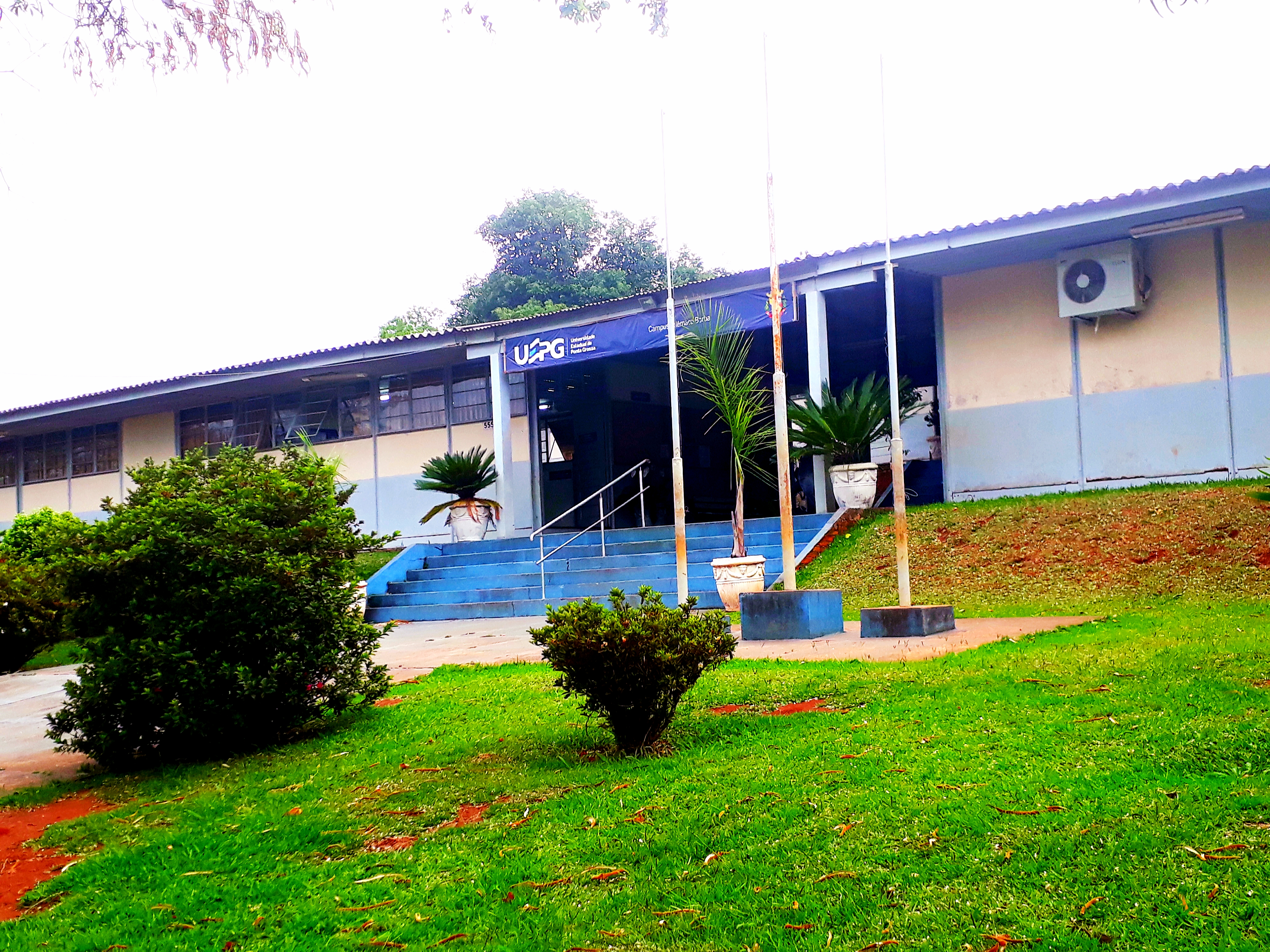
Universidade Estadual de Ponta Grossa, campus de Telêmaco Borba.

Na área da educação é atendido pelo Centro Municipal de Educação Infantil (Cmei) Mário Quintana, pela Escola Municipal Péricles Pacheco da Silva, pelo Colégio Estadual Presidente Vargas - Ensino Fundamental e Médio, inaugurado em 4 de março de 1975. No bairro também está localizado o polo da Universidade Aberta do Brasil (UAB), além do campus da Universidade Estadual de Ponta Grossa (UEPG) criado em 1985, como o primeiro campus avançado da instituição.
No âmbito religioso o bairro conta com a capela da comunidade São Geraldo ligada a Paróquia Nossa Senhora de Fátima, que representa a Igreja Católica Apostólica Romana, Congregação Cristã no Brasil, Igreja Evangélica Assembléia de Deus (já na divida com o bairro Nossa Senhora de Fátima), entre outras instituições religiosas.
O bairro conta ainda com a sede da Associação dos Aposentados e Pensionistas de Telêmaco Borba (Aposte), centro comunitário com salão para eventos, e as estruturas da empresa Viação Princesa dos Campos, com escritório e garagem para ônibus. 
Em relação ao sistema viário, podem ser consideradas como as principais ruas do bairro a avenida Marechal Deodoro da Fonseca, avenida Guataçara Borba Carneiro, avenida Tupiniquins, rua Guarani e a rua Bororós.